# Турфкрюейер, Джейден
Джейден Турфкрюейер (нидерл. Jayden Turfkruier; род. 25 сентября 2002) — суринамский и нидерландский футболист, полузащитник клуба «Телстар» и сборной Суринама.

## Клубная карьера
Турфкрюейер — воспитанник клуба «Ватервийк», АФК и «Телстар». 11 декабря 2024 года в матче против «Ден Босха» он дебютировал в Эрстедивизи в составе последних. В 2024 году в поединке против «Хелмонд Спорт» Джейден забил свой первый гол за «Телстар». В 2025 году игрок помог клубу выйти в элиту.

## Международная карьера
20 ноября 2024 года в матче Лиги наций КОНКАКАФ против сборной Канады Турфкрюейер дебютировал за сборную Суринама.